# Kees Nierop

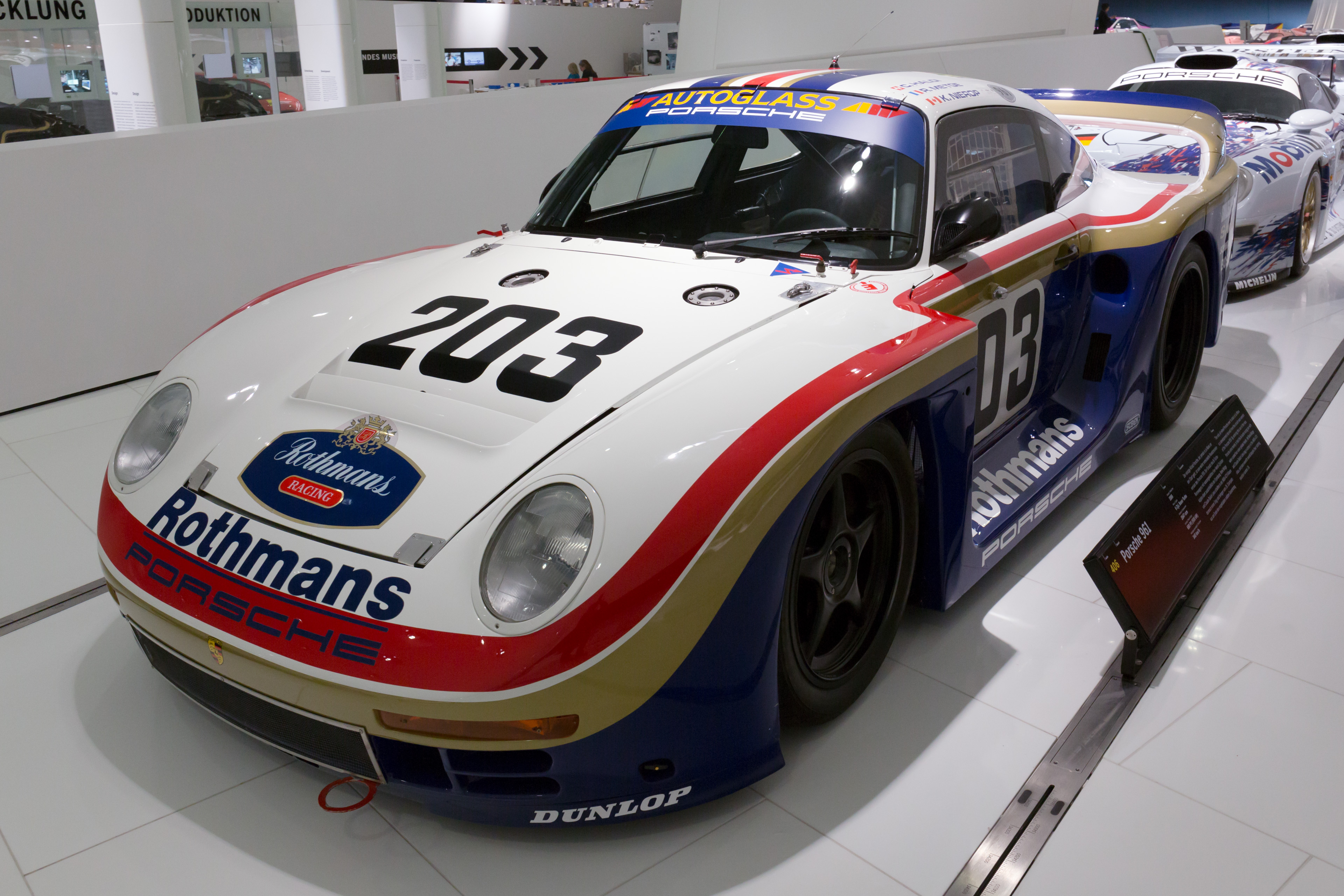
Der Porsche 961 mit dem Kees Nierop beim 24-Stunden-Rennen von Le Mans 1987 am Start war

Kees Nierop (* 16. März 1958 in Purmerend) ist ein Fahrsicherheitstrainer und ehemaliger kanadischer Autorennfahrer niederländischer Abstammung.

## Karriere
Kees Nierop begann seine Rennfahrerkarriere Ende der 1970er Jahre im Tourenwagen-Motorsport. 1978 gewann er mit einem Datsun 280Z den Titel in der kanadischen GT-1-Meisterschaft.
Im folgenden Jahr startete er erstmals in der IMSA-GT-Serie. Dort nahm er von 1979 bis auf Unterbrechungen in den Jahren 1981, 1982 und 1984 regelmäßig bis 1986 an Rennen teil.
Seine ersten Läufe in Daytona und Sebring bestritt er mit einem Ford Mustang II Cobra in der GTX-Klasse. Danach wechselte er auf Porsche-Rennwagen. Mit einem  Porsche 935 K3 fuhr er zusammen mit Bob Garretson und Bobby Rahal beim 12-Stunden-Rennen von Sebring 1980 auf einen 7. Rang.
1983 konnte er mit dem Sieg beim 12-Stunden-Rennen von Sebring seinen größten Rennerfolg feiern. Zusammen mit Wayne Baker und Jim Mullen fuhr er mit einem in der GTO-Klasse gestarteten Porsche 934 auf den ersten Platz in der Gesamtwertung.
Beim 6-Stunden-Rennen von Riverside konnte er mit den gleichen Teamkollegen auf den 5. Rang und dem GTO-Klassensieg pilotieren.
1985 erreichte Nierop mit Jim Mullen und Ray McIntyre auf einem modifizierten Porsche 935 beim 24-Stunden-Rennen von Daytona den fünften Platz. Weitere mehrere Renneinsätze mit einem 934 konnte er für das Electrodyne Performance-Team mit Ergebnissen unter den besten 20 Platzierten abschließen.
Ein Jahr später fuhren er und Bob Akin mit einem in der GTP-Klasse gestarteten Porsche 962 beim 500-Meilen-Rennen von Road America auf den sechsten Gesamtplatz.
Im selben Jahr wurde Nierop Porsche-Werksfahrer und fuhr zusammen mit Günter Steckkönig 1986 beim 3-Stunden-Rennen von Daytona Finale mit einem unter Rennbedingungen getesteten Porsche 961 auf den 24. Rang und 11. Platz in der GTP-Wertung. Dies war gleichzeitig sein letztes Rennen in der IMSA-Rennserie.
Nierop bestritt einige Rennen von 1979 bis 1987 in der Sportwagen-Weltmeisterschaft. Die ersten Rennen fuhr er 1979 und 1980 beim 24-Stunden-Rennen von Daytona, 12-Stunden-Rennen von Sebring und 6-Stunden-Rennen von Mosport, deren Läufe in der Marken-Weltmeisterschaft und gleichzeitig in der IMSA-Serie gewertet wurden.
Das erste nur in der Sportwagen-Weltmeisterschaft gewertete Rennen fuhr er 1984 mit einem Porsche 956 beim 1000-km-Rennen von Mosport für das Kremer-Racing-Team, in dem er und seine Fahrerkollegen wegen eines Getriebeschadens nicht in die Wertung fahren konnten.
1987 absolvierten er und Bob Wollek das Testrennen zum 24-Stunden-Rennen von Le Mans mit einem in der Gruppe C gestarteten Porsche 962 und fuhren auf den 2. Platz. Beim eigentlichen 24-Stunden-Rennen fuhr er zusammen mit René Metge und Claude Haldi einen Porsche 961, dass er vorzeitig wegen eines Unfalls nach der 199. Runde beenden musste (Ursache war ein Verschalten vom 6. in den 2. Gang seinerseits).
Von 1986 bis 1989 startete Nierop in der kanadischen Porsche 944 Cup-Meisterschaft und in der von der SCCA (Sports Car Club of America) ausgetragenen Escort Endurance Series. 1986 konnte er den Meistertitel in der Porsche 944 Cup-Rennserie gewinnen.
Ein Jahr später fuhr er mit einem Porsche 944 S in der Escort Endurance Series auf den dritten Rang in der Saisonwertung.
1988 erreichte er in der kanadischen Porsche 944 Turbo Cup-Meisterschaft den fünften Platz in Saisonergebnis.
Seine letzten Renneinsätze in einer Rennserie fuhr er 1989 in der Escort Endurance Series mit einem durch das Unternehmen Saleen modifizierten Ford Mustang.
Neben Tourenwagen- und Sportwagen-Rennen fuhr er 1981 und 1982 zwei Rennsaisons in der Britischen Formel-3-Meisterschaft. Dort pilotierte er zunächst für das Team Tiga und später in der zweiten Saison für Trundle Racing einen Ralt RT3 (Toyota).
2007 und 2008 nahm Nierop als Fahrer für das Porsche Cars North America – Team Canada an der Transsyberia Rallye teil und fuhr dort einen speziell für diesen Einsatz aufgebauten Porsche Cayenne S Transsyberia.
Sein letztes Rennen fuhr er zusammen mit Ross Bentley, Sean McIntosh und Darryl O’Young mit einem Porsche 911 GT3 Cup (Typ 997) beim 24-Stunden-Rennen von Daytona in der Grand-Am Sports Car Series auf einen 20. Platz.
Kees ist seit 2008 ein zertifizierter Instrukteur der Porsche-Sport-Driving-School.

## Statistik

### Le-Mans-Ergebnisse
| Jahr | Team                | Fahrzeug    | Teamkollege | Teamkollege  | Platzierung | Ausfallgrund |
| ---- | ------------------- | ----------- | ----------- | ------------ | ----------- | ------------ |
| 1987 | Rothmans Porsche AG | Porsche 961 | René Metge  | Claude Haldi | Ausfall     | Unfall       |

### Sebring-Ergebnisse
| Jahr | Team                  | Fahrzeug      | Teamkollege   | Teamkollege  | Platzierung | Ausfallgrund |
| ---- | --------------------- | ------------- | ------------- | ------------ | ----------- | ------------ |
| 1979 | Kemp Motoracing       | Ford Cobra II | Charlie Kemp  | Carson Baird | Ausfall     | Motorschaden |
| 1980 | Dick Barbour Racing   | Porsche 935K3 | Bob Garretson | Bobby Rahal  | Rang 7      |              |
| 1983 | Personalized Autohaus | Porsche 934   | Wayne Baker   | Jim Mullen   | Gesamtsieg  |              |

### Einzelergebnisse in der Sportwagen-Weltmeisterschaft
| Saison | Team                                            | Rennwagen                           | 1   | 2   | 3   | 4   | 5   | 6   | 7   | 8   | 9   | 10  | 11  | 12  | 13  | 14  | 15  | 16  | 17  |
| ------ | ----------------------------------------------- | ----------------------------------- | --- | --- | --- | --- | --- | --- | --- | --- | --- | --- | --- | --- | --- | --- | --- | --- | --- |
| 1979   | Charlie Kemp                                    | Ford Mustang                        | DAY | SEB | MUG | TAL | DIJ | RIV | SIL | NÜR | LEM | PER | DAY | WAT | SPA | BRH | ROA | VAL | ELS |
| 1979   | Charlie Kemp                                    | Ford Mustang                        | 44  | 48  |     |     |     |     |     |     |     |     |     |     |     |     |     |     |     |
| 1980   | Boricua Racing Barbour Racing Racing Associates | Porsche 911 Carrera RSR Porsche 935 | DAY | BRH | SEB | MUG | MON | RIV | SIL | NÜR | LEM | DAY | WAT | SPA | MOS | ROA | VAL | DIJ |     |
| 1980   | Boricua Racing Barbour Racing Racing Associates | Porsche 911 Carrera RSR Porsche 935 | 49  |     | 7   |     |     |     |     |     |     |     |     |     | 6   |     |     |     |     |
| 1984   | Kremer Racing                                   | Porsche 956                         | MON | SIL | LEM | NÜR | BRH | MOS | SPA | IMO | FUJ | KYA | SAN |     |     |     |     |     |     |
| 1984   | Kremer Racing                                   | Porsche 956                         |     |     | DNF |     |     |     |     |     |     |     |     |     |     |     |     |     |     |
| 1987   | Porsche                                         | Porsche 961                         | JAR | JER | MON | SIL | LEM | NÜN | BRH | NÜR | SPA | FUJ |     |     |     |     |     |     |     |
| 1987   | Porsche                                         | Porsche 961                         |     | DNF |     |     |     |     |     |     |     |     |     |     |     |     |     |     |     |